# Époque victorienne

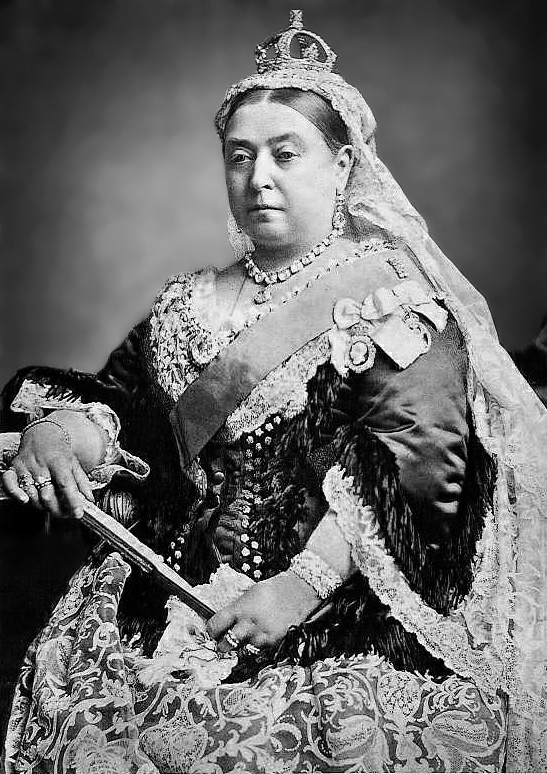
La reine Victoria.

 (avril 2024).
Si vous disposez d'ouvrages ou d'articles de référence ou si vous connaissez des sites web de qualité traitant du thème abordé ici, merci de compléter l'article en donnant les références utiles à sa vérifiabilité et en les liant à la section « Notes et références ».
L'époque victorienne (parfois appelée ère victorienne) au Royaume-Uni marque l'apogée de la révolution industrielle britannique ainsi que celle de l'Empire britannique. Bien que l'époque victorienne puisse désigner les années de règne de la reine Victoria, de 1837 à 1901, les historiens fixent généralement son début au Reform Act 1832. L'époque victorienne est précédée de l'époque georgienne et suivie de l'époque édouardienne.

## Sciences et techniques

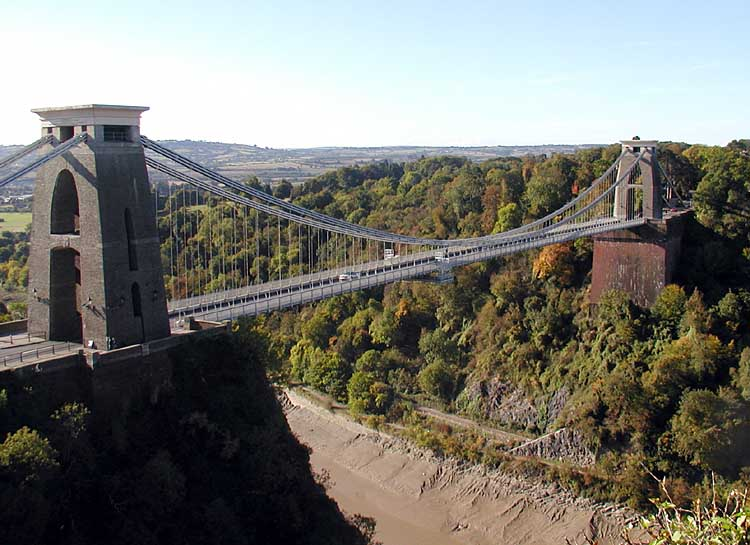
Le pont suspendu de Clifton à Bristol, conçu par I.K. Brunel.

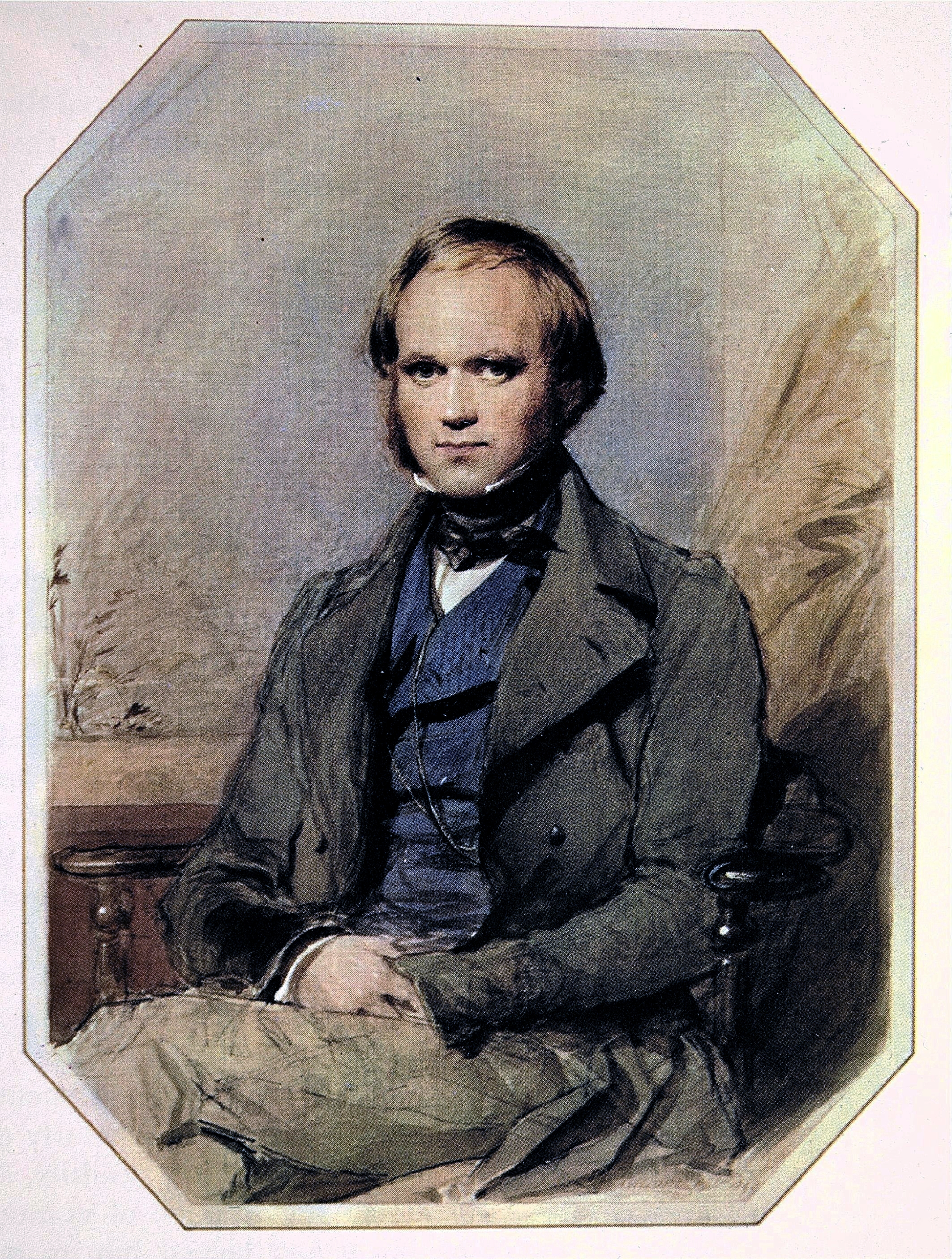
Encore jeune homme, Charles Darwin rejoint l'élite scientifique britannique. Portrait de George Richmond, fin des années 1830.

Pendant l’époque victorienne, Charles Darwin publie en 1859 De l'origine des espèces dans lequel il explique comment les nouvelles espèces apparaissent.
C'est aussi l'époque de grandes avancées en géologie et en paléontologie, ainsi qu'en génie civil, avec des ingénieurs tels qu'Isambard Kingdom Brunel.
De nombreux chercheurs défendent des théories qui sont désormais caduques. Les adeptes de la phrénologie, par exemple, estiment qu'on peut connaître la personnalité de quelqu'un en étudiant la forme de son crâne. D'autres défendent la supériorité de certaines populations par rapport à d'autres, et veulent ainsi apporter une caution scientifique à la domination de l'Afrique par les puissances européennes.

## Arts et culture
La littérature victorienne suit celle de l'époque romantique précédente : tandis que la poésie était prédominante, l'époque victorienne privilégie le genre littéraire du roman.
Des auteurs de romans importants : Charles Dickens (1812-1870), Bram Stoker (1847-1912), William Thackeray (1811-1863), Lewis Carroll (1832-1898), Thomas Hardy (1840-1928), Oscar Wilde (1854-1900) et Sir Arthur Conan Doyle (1859-1930), et chez les femmes, les sœurs Brontë Charlotte (1816–1855), Emily Brontë (1818–1848) et Anne Brontë (1820–1849), George Eliot (1819–1880), Frances Trollope (1779-1863) ainsi qu'Elizabeth Gaskell (1810-1865).
En poésie : Elizabeth Barrett Browning (1806-1861), Robert Browning (1812–1889), Alfred Tennyson (1809–1892), Gerard Manley Hopkins (1844–1889), Alice Meynell (1847-1922), William Butler Yeats (1865-1939), .
Au théâtre : Gilbert et Sullivan, George Bernard Shaw (1856-1950) et Oscar Wilde (1854-1900).
Fondation des Red Brick universities.

### Londres victorien
Le Londres de l'ère victorienne est la quintessence de cette époque, brassant des classes que tout oppose, mêlant les prémices de la modernité technologique à des archaïsmes sociaux stricts.
Une grande partie des bâtiments et lieux iconiques de Londres ont été construits pendant le règne de la reine Victoria. Au niveau des infrastructures, le tunnel sous la Tamise est accessible aux piétons en 1843, les docks Royal Victoria sont mis en service en 1855, le pont de Blackfriars, conçu par l'architecte écossais Robert Mylne (architecte) (en) est inauguré en 1869 et le Tower Bridge, commencé en 1886, l'est en 1894. Au niveau ferroviaire, la gare Waterloo est ouverte le 13 juillet 1848 et celle de Saint-Pancras en 1868.
La cloche Big Ben sonne pour la première fois le 31 mai 1859. Le quartier de Paddington devient réputé dès les années 1860. En raison de ses canaux, il est surnommé « la petite Venise » La première section du métro londonien est opérationnelle en 1863, la station Baker Street est en service dès le 10 janvier. Le Royal Albert Hall, inauguré par la reine Victoria en 1871.
Le détective Sherlock Holmes naît de la main de Sir Arthur Conan Doyle en 1887 dans sa première publication Une étude en rouge. L'action du roman Oliver Twist de Charles Dickens ainsi que celle de La Petite Princesse de Frances Hodgson Burnett se déroulent dans le Londres victorien.

## Révolution industrielle

### Des innovations décisives

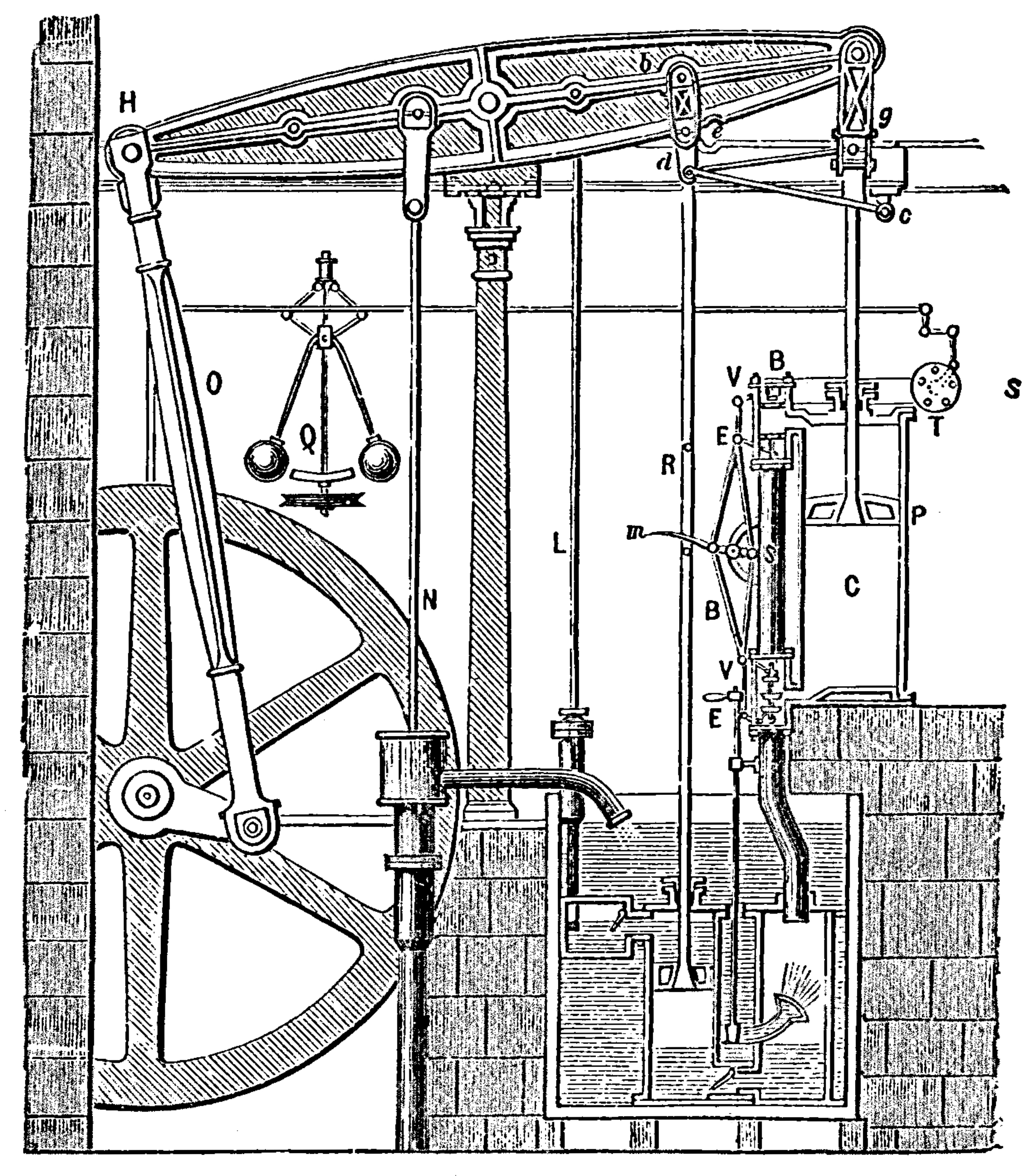
La machine à vapeur conçue par Boulton et Watt. Dessin de 1784.

Malgré quelques créations d'entreprises au cours du XVIIIe siècle, la production industrielle restait jusqu'alors dispersée en milieu rural : il s'agissait de proto-industrialisation.
Des innovations techniques aboutissent à la création de nouvelles machines textiles. Un pas décisif est franchi avec la mise au point de la machine à vapeur de James Watt, en 1769, qui substitue à l'énergie humaine une énergie mécanique : elle fonctionne au charbon et peut actionner à son tour, par des courroies, d'autres machines.
Par l'intermédiaire d'un système de tiroir de distribution, ouvrant et fermant des lumières, la vapeur d'eau sous pression est envoyée à une extrémité d'un cylindre, où elle pousse un piston. Ce dernier entraîne la bielle qui est articulée dessus et fixée sur le volant d'inertie en un point excentré de son axe de rotation. Son mouvement provoque donc une rotation du volant.
Dans les années 1850, la classe dirigeante britannique commence à craindre que les futures réserves de main d’œuvre ne viennent à diminuer. En 1871, les inspecteurs britanniques de la loi sur les pauvres signalent : « Il est bien établi qu'aucun garçon des classes pauvres qui a grandi en ville, en particulier à Londres, n'atteint […] la taille de quatre pieds dix pouces et demi [1,48 m] ou un tour de poitrine de 29 pouces [73 cm] à l'age de quinze ans. Un certain rachitisme est caractéristique de cette race ». Ainsi, quelques lois vinrent réguler les heures de travail des enfants et interdirent l'emploi des femmes dans les secteurs les plus susceptibles de compromettre leur fécondité.

## Contestation sociale

Émeute chartiste.

L'Angleterre victorienne voit de fréquents mouvements de contestation sociale. Le chartisme, de 1838 à 1848, mobilise des millions de personnes dans une tentative de gagner le suffrage universel. En 1867 et 1884, seule une mobilisation massive oblige le parlement à étendre le suffrage.
Le syndicalisme construit peu à peu un mouvement de masse, avec la fondation dans les années 1860, des Trades Union Congress (TUC, congrès des syndicats), et, dans les années 1880, l'extension du syndicalisme au-delà des seuls ouvriers qualifiés. Les grandes grèves des dockers, des travailleurs du gaz, et des filles qui fabriquaient des allumettes défrayent la chronique.
La décennie suivante marque cependant un recul du mouvement ouvrier. Le patronat profita de la récession du début des années 1890 pour détruire nombre de ces nouveaux syndicats en achetant les services de briseurs de grève, en laissant la faim pousser les ouvriers à reprendre le travail (comme dans la longue grève des minotiers, en majorité des femmes, de Bradford), en organisant des lock-out et en engageant des procès pour saisir les fonds syndicaux (ce fut notamment le cas lors de la grève des cheminots de Taff Vale).
Différents mouvements pour les droits des femmes apparaissent — notamment des comités qui luttent pour le droit de la femme mariée d'avoir de la propriété à son nom, un mouvement de masse pour le droit de vote des femmes, et de nombreuses mobilisations de sections de la classe moyenne qui demandaient le droit à l'éducation pour les femmes.

## Pour approfondir

#### Essais
- (en-US) Peter d'Alroy Jones, Christian Socialist Revival, 1877-1914 : religion, class, and social conscience in late-Victorian England, Princeton, New Jersey, Princeton University Press (réimpr. 2016) (1re éd. 1968), 528 p. (ISBN 9780691649511, OCLC 230708, lire en ligne),
- (en-GB) Edith Sitwell, Victoria Of England, Londres et Boston (USA), Faber and Faber (Londres), Houghton Mifflin Co.(Boston) (réimpr. 1949, 1972, 1987, 2013) (1re éd. 1936), 420 p. (ISBN 9781448203291, OCLC 919301047, lire en ligne),
- (en-US) Leonore Davidoff, The best circles; women and society in Victorian England, Totowa, New Jersey, Rowman and Littlefield (réimpr. 1986) (1re éd. 1973), 160 p. (ISBN 9780874714289, OCLC 668531, lire en ligne),
- (en-GB) Kenneth C. Phillipps, Language and Class in Victorian England, Londres et New York, Deutsch (Londres), Blackwell (New York), coll. « Language Library » (réimpr. 1986) (1re éd. 1984), 208 p. (ISBN 9780631136897, OCLC 10998753, lire en ligne),
- (en) Cyril Pearl, The Victorian era, 1850-1900, Melbourne, Australie, Cheshire, coll. « Australia since the camera » (no 1), 1972, 64 p. (ISBN 9780701512293, OCLC 571143, lire en ligne),
- (en-US) Donna Felger, Bridal Fashions Victorian Era, Cumberland, Maryland, Hobby House Press, 1986, 170 p. (ISBN 9780875882819, OCLC 17104115, lire en ligne),
- (en-GB) Lynda Nead, Myths of Sexuality : Representations of Women in Victorian Britain, Oxford (Royaume-Uni) et New York (USA), Blackwell (réimpr. 1990) (1re éd. 1988), 280 p. (ISBN 9780631155027, OCLC 1289890565, lire en ligne),
- (en-GB) Gerald Parsons, Religion In Victorian Britain, vol. 1 : Traditions, Manchester, Royaume-Uni, Manchester University Press, 1988, 340 p. (ISBN 9780719025112, OCLC 220408295, lire en ligne),
- (en-GB) Gerald Parsons (dir.), Religion in Victorian Britain, vol. 2 : Controversies, Manchester, Royaume-Uni, Manchester University Press (réimpr. 1997) (1re éd. 1988), 308 p. (ISBN 9780719025136, OCLC 916581610),
- (en-GB) James R. Moore (dir.), Religion in Victorian Britain, vol. 3 : Sources, Manchester, Royaume-Uni, Manchester University Press (réimpr. 1992, 1995) (1re éd. 1988), 564 p. (ISBN 9780719029448, OCLC 230034358, lire en ligne),
- (en-GB) Gerald Parsons (dir.), Religion in Victorian Britain, vol. 4 : Interpretations, Manchester, Royaume-Uni, Manchester University Press (réimpr. 1992, 1995) (1re éd. 1988), 244 p. (ISBN 9780719029462, OCLC 769356409, lire en ligne),
- (en-GB) John Wolffe (dir.), Religion in Victorian Britain, vol. 5 : Culture and Empire, Manchester, Royaume-Uni, Manchester University Press, 1997, 380 p. (ISBN 9780719051845, OCLC 494056679, lire en ligne),
- (en-GB) R.W. Davis (dir.) et R. J. Helmstadter (dir.), Religion and Irreligion in Victorian Society : Essays in Honor of R.K. Webb, Londres et New York, Routledge, 1992, 226 p. (ISBN 9780415076258, OCLC 898881696, lire en ligne),
- (en-GB) E. R. Chamberlin, Everyday Life in Victorian Times, Hemel Hempstead, Royaume-Uni, Simon & Schuster Young Books, coll. « Peoples of the past », 1993, 64 p. (ISBN 9780750014670, OCLC 60119850, lire en ligne),
- (en-US) Joan Perkin, Victorian Women, New York, New York University Press (réimpr. 1995) (1re éd. 1993), 288 p. (ISBN 9780814766255, OCLC 868531602, lire en ligne),
- (en-US) Stephen S. Kim, John Tyndall's Transcendental Materialism and the Conflict Between Religion and Science in Victorian England, Lewiston, état de New York, Mellen University Press, 1996, 244 p. (ISBN 9780773422780, OCLC 35686093, lire en ligne),
- (en-GB) Cynthia Scheinberg, Women's Poetry and Religion in Victorian England : Jewish Identity and Christian Culture, Cambridge, Royaume-Uni, Cambridge University Press, coll. « Cambridge Studies in Nineteenth-Century Literature and Culture » (no 35) (réimpr. 2002, 2009) (1re éd. 1998), 304 p. (ISBN 9780521099837, OCLC 48473905, lire en ligne),
- (en-US) Clarice Swisher, Victorian England, San Diego, Californie, Greenhaven Press, coll. « Turning Points » (réimpr. 2001) (1re éd. 1999), 136 p. (ISBN 9780737702217, OCLC 40776708, lire en ligne),
- (en-GB) John M. MacKenzie (dir.), The Victorian Vision : Inventing New Britain, Londres, V & A Publications (réimpr. 2003) (1re éd. 2001), 364 p. (ISBN 9781851773282, OCLC 59514076, lire en ligne),
- (en-US) Clarice Swisher (dir.), Victorian England, San Diego, Californie, Greenhaven Press, coll. « Turning points » (réimpr. 2001) (1re éd. 1999), 272 p. (ISBN 9780737702217, OCLC 40776708, lire en ligne),
- (en-US) Pamela J. Walker, Pulling the Devil's Kingdom Down : The Salvation Army in Victorian Britain, Berkeley, Californie, University of California Press, 2001, 368 p. (ISBN 9780520225916, OCLC 44413815, lire en ligne),
- (en-GB) Heloise Brown, The Truest Form of Patriotism : Pacifist Feminism in Britain, 1870-1902, Manchester (Royaume-Uni) et New York (USA), Manchester University Press, 2003, 216 p. (ISBN 9780719065309, OCLC 249677627, lire en ligne),
- (en-US) Aileen Fyfe, Science and Salvation : Evangelical Popular Science Publishing in Victorian Britain, Chicago, Illinois, University of Chicago Press (réimpr. 2011) (1re éd. 2004), 348 p. (ISBN 9780226276472, OCLC 473931293, lire en ligne),
- (en) John A. Burke, Athlone in the Victorian Era, Athlone, Irlande, The Old Athlone Society, 2007, 336 p. (ISBN 9780950342863, OCLC 148285570, lire en ligne),
- (en-US) James C. Livingston, Religious Thought in the Victorian Age : Challenges and Reconceptions, New York, T & T Clark, 2007, 320 p. (ISBN 9780567025135, OCLC 81942011, lire en ligne),
- (en-GB) Michael Paterson, A Brief History Of Life In Victorian Britain : A Social History Of Queen Victoria's Reign, Londres, Robinson, coll. « Brief History of », 2008, 396 p. (ISBN 9781845297077, OCLC 241047110, lire en ligne),
- (en-GB) Colleen Denney, Women, Portraiture and the Crisis of Identity in Victorian England, Londres, Taylor & Francis Group (réimpr. 2017) (1re éd. 2009), 284 p. (ISBN 9781138253667, OCLC 1398974019, lire en ligne),
- (en-GB) David Gange, The Victorians : A Beginner's Guide, Londres, Oneworld Publications, 2016, 244 p. (ISBN 9781780748283, OCLC 915501221, lire en ligne),
- (en-GB) Lucy Williams, Wayward Women : Female Offending in Victorian England, n.c., Casemate Publishers and Book Distributors, LLC, 2016, 212 p. (ISBN 9781473844889, OCLC 1135428782, lire en ligne),
- (en-GB) Jenifer Roberts, The Beauty of Her Age : A Tale of Sex, Scandal and Money in Victorian England, Stroud, Gloucestershire, Amberley Publishing (réimpr. 2018) (1re éd. 2016), 312 p. (ISBN 9781445677194, OCLC 962284732, lire en ligne),
- (en-GB) A.N. Wilson, Charles Darwin : Victorian Mythmaker, Londres, John Murray, 2017, 466 p. (ISBN 9781444794885, OCLC 965764167, lire en ligne),
- (en-GB) Juliette Atkinson, French Novels and the Victorians, Oxford (Royaume-Uni), Published for the British Academy by Oxford University Press, coll. « British Academy Monograph », 2017, 446 p. (ISBN 9780197266090, OCLC 969982226, lire en ligne),
- (en-GB) Andrew Hobbs, A Fleet Street In Every Town : The Provincial Press in England, 1855-1900, Cambridge (Royaume-Uni), Open Book Publishers, 2018, 470 p. (ISBN 9781783745593, OCLC 1079916932, lire en ligne),

#### Articles

##### Articles anglophones

###### Années 1880-1889
- Alexander Sullivan, « Ireland and the Victorian Era », The North American Review,, vol. 145, no 373,‎ décembre 1887, p. 664-678 (15 pages) (lire en ligne ),
- Mrs. Garrett Anderson, « An Address On The Progress Of Medicine In The Victorian Era », The British Medical Journal, no 1900,‎ 29 mai 1897, p. 1338-1339 (2 pages) (lire en ligne ),
- « Victorian Era Exhibition », The Musical Times and Singing Class Circular, vol. 38, no 652,‎ 1er juin 1897, p. 383-384 (2 pages) (lire en ligne ),
- Edward Seaton, « Evolution Of Sanitary Administration In The Victorian Era », The British Medical Journal, vol. 1, no 1903,‎ 19 juin 1897, p. 1636-1640 (5 pages) (lire en ligne ),
- « India In The Victorian Era », The British Medical Journal, vol. 1, no 1904,‎ 26 juin 1897, p. 1667-1669 (3 pages) (lire en ligne ),
- T. Vincent Jackson, « An Inaugural Address On An Historical Sketch Of The Medical Profession Or Medical Craft In Britain, From The Earliest Period To The Victorian Era », The British Medical Journal, vol. 2, no 1968,‎ 17 septembre 1898, p. 799-801 (3 pages) (lire en ligne ),

###### Années 1900-1910
- Alleyne Ireland, « The Victorian Era of British Expansion », The North American Review, vol. 172, no 533,‎ avril 1901, p. 560-572 (13 pages) (lire en ligne ),
- Alleyne Ireland, « The Victorian Era of British Expansion: II. The Colonies and India », The North American Review, vol. 172, no 534,‎ mai 1901, p. 734-750 (17 pages) (lire en ligne ),

###### Années 1940-1958
- R. C. K. Ensor, « Some Political and Economic Interactions in Later Victorian England », Transactions of the Royal Historical Society, vol. 31,‎ 1949, p. 17-28 (12 pages) (lire en ligne ),
- Robert K. Webb, « Working Class Readers in Early Victorian England », The English Historical Review, vol. 65, no 256,‎ juillet 1950, p. 333-351 (19 pages) (lire en ligne )
- Howard R. Murphy, « The Ethical Revolt Against Christian Orthodoxy in Early Victorian England », The American Historical Review, vol. 60, no 4,‎ juillet 1955, p. 800-817 (18 pages) (lire en ligne ),
- Jackson I. Cope, « An Early Analysis of "The Victorian Age" in Literature », Modern Language Notes, vol. 71, no 1,‎ janvier 1956, p. 14-17 (4 pages) (lire en ligne ),
- David Roberts, « Tory Paternalism and Social Reform in Early Victorian England », The American Historical Review, vol. 63, no 2,‎ janvier 1958, . 323-337 (15 pages) (lire en ligne ),

###### Années 1960-1969
- H. J. Hanham, « The Sale of Honours in Late Victorian England », Victorian Studies, vol. 3, no 3,‎ mars 1960, p. 277-289 (13 pages) (lire en ligne ),
- D.A Reeder, « The Politics of Urban Leaseholds in late Victorian England », International Review of Social History, vol. 6, no 3,‎ 1961, p. 413-430 (18 pages) (lire en ligne ),
- Trygve R. Tholfsen, « The Transition to Democracy in Victorian England », International Review of Social History, vol. 6, no 6,‎ 1961, p. 226-248 (23 pages) (lire en ligne ),
- Peter Brock, S. Oborski et Zeno Swietoslawski, « Polish Socialists in early Victorian England », The Polish Review, vol. 6, nos 1/2,‎ printemps 1961, p. 33-52 (20 pages) (lire en ligne ),
- Robert Colby et Vineta Colby, « A Beleaguered City: A Fable for the Victorian Age », Nineteenth-Century Fiction, vol. 16, no 4,‎ mars 1962, p. 283-301 (19 pages) (lire en ligne ),
- Myron F. Brightfield, « The Coming of the Railroad to Early Victorian England, as Viewed by Novels of the Period (1840-1870) », Technology and Culture, vol. 3, no 1,‎ hiver 1962, p. 45-72 (28 pages) (lire en ligne ),
- Royston Lambert, « Central and Local Relations in Mid-Victorian England: The Local Government Act Office, 1858-71 », Victorian Studies, vol. 6, no 2,‎ décembre 1962, p. 121-150 (30 pages) (lire en ligne ),
- Philip N. Backstrom, Jr., « The Practical Side of Christian Socialism in Victorian England », Victorian Studies, vol. 6, no 4,‎ juin 1963, p. 305-324 (20 pages) (lire en ligne ),
- William O. Aydelotte, « Parties and Issues in Early Victorian England », Journal of British Studies, vol. 5, no 2,‎ mai 1966, p. 95-114 (20 pages) (lire en ligne ),
- Richard L. Blanco, « Education Reforms for the Enlisted Man in the Army of Victorian England », History of Education Quarterly, vol. 6, no 2,‎ été 1966, p. 61-72 (12 pages) (lire en ligne ),
- Roy M. MacLeod, « Science and Government in Victorian England: Lighthouse Illumination and the Board of Trade, 1866-1886 », Isis, vol. 60, no 1,‎ printemps 1969, p. 4-38 (35 pages) (lire en ligne ),

###### Années 1970-1979
- John Brown, « The Goddess as Excellent Cow: Selling 'The Education of a Gentleman' as a Prescription for Success in Late Victorian England », Albion, vol. 2, no 1,‎ 1970, p. 17-25 (9 pages) (lire en ligne ),
- Roy M. MacLeod, « The X-Club a Social Network of Science in Late-Victorian England

Roy M. MacLeod », Notes and Records of the Royal Society of London, vol. 24, no 2,‎ avril 1970, p. 305-322 (18 pages) (lire en ligne ),
- Richard Johnson, « Educational Policy and Social Control in Early Victorian England », Past & Present, no 49,‎ novembre 1970, p. 96-119 (24 pages) (lire en ligne ),
- P. J. Perry, « Where Was the 'Great Agricultural Depression'? A Geography of Agricultural Bankruptcy in Late Victorian England and Wales », The Agricultural History Review, vol. 20, no 1,‎ 1972, p. 30-45 (16 pages) (lire en ligne ),
- L. R. Ricou, « Films Dealing with the Victorian Era », Newsletter of the Victorian Studies Association of Western Canada, vol. 1, no 1,‎ 1972, p. 13-16 (4 pages) (lire en ligne ),
- J.B. Brown, « The Pig or the Stye : Drink and Poverty in Late Victorian England », International Review of Social History, vol. 18, no 3,‎ 1973, p. 380-395 (16 pages) (lire en ligne ),
- Julian R. McQuiston, « Tenant Right: Farmer against Landlord in Victorian England 1847-1883 », Agricultural History, vol. 47, no 2,‎ avril 1973, p. 95-113 (19 pages) (lire en ligne ),
- A. C. O. Ellis, « Influences on School Attendance in Victorian England », British Journal of Educational Studies, vol. 21, no 3,‎ octobre 1973, p. 313-326 (14 pages) (lire en ligne ),
- Kathleen Woodroofe, « The Irascible Reverend Henry Solly and His Contribution to Working Men's Clubs, Charity Organization, and "Industrial Villages" in Victorian England », Social Service Review, vol. 49, no 1,‎ mars 1975, p. 15-32 (18 pages) (lire en ligne ),
- Olive Anderson, « The Incidence of Civil Marriage in Victorian England and Wales », Past & Present, no 69,‎ novembre 1975, p. 50-87 (38 pages) (lire en ligne ),
- Howard L. Malchow, « Trade Unions and Emigration in Late Victorian England: A National Lobby for State Aid », Journal of British Studies, vol. 15, no 2,‎ printemps 1976, p. 92-116 (25 pages) (lire en ligne ),
- K. Theodore Hoppen, « Church, State, and Ultramontanism in Mid-Victorian England: The Case of William George Ward », Journal of Church and State, vol. 18, no 2,‎ printemps 1976, p. 289-309 (21 pages) (lire en ligne ),
- Annie Rouxeville, « The Reception of Flaubert in Victorian England », Comparative Literature Studies, vol. 14, no 3,‎ septembre 1977, p. 274-284 (11 pages) (lire en ligne ),
- Elizabeth Fee, « Psychology, Sexuality and Social Control in Victorian England », Social Science Quarterly, vol. 58, no 4,‎ mars 1978, p. 632-646 (15 pages) (lire en ligne ),
- Deborah Gorham, « The "Maiden Tribute of Modern Babylon" Re-Examined: Child Prostitution and the Idea of Childhood in Late-Victorian England », Victorian Studies, vol. 21, no 3,‎ printemps 1978, p. 353-379 (27 pages) (lire en ligne ),
- Joyce Senders Pedersen, « The Reform of Women's Secondary and Higher Education: Institutional Change and Social Values in Mid and Late Victorian England », History of Education Quarterly, vol. 19, no 1,‎ printemps 1979, p. 61-91 (31 pages) (lire en ligne ),
- Leonore Davidoff, « Class and Gender in Victorian England: The Diaries of Arthur J. Munby and Hannah Cullwick », Feminist Studies, vol. 5, no 1,‎ printemps 1979, p. 86-141 (56 pages) (lire en ligne ),
- Dudley W. R. Bahlman, « Politics and Church Patronage in the Victorian Age », Victorian Studies, vol. 22, no 3,‎ printemps 1979, p. 253-296 (44 pages) (lire en ligne ),
- Olive Anderson, « The Incidence of Civil Marriage in Victorian England and Wales: A Rejoinder », Past & Present, no 84,‎ août 1979, p. 155-162 (8 pages) (lire en ligne ),
- George K. Behlmer, « Deadly Motherhood: Infanticide and Medical Opinion in Mid-Victorian England », Journal of the History of Medicine and Allied Sciences, vol. 34, no 4,‎ octobre 1979, p. 403-427 (25 pages) (lire en ligne ),
- John K. Walton, « Mad Dogs and Englishmen: The Conflict over Rabies in Late Victorian England », Journal of Social History, vol. 13, no 2,‎ hiver 1979, p. 219-239 (21 pages) (lire en ligne ),
- William J. Baker, « The Making of a Working-Class Football Culture in Victorian England », Journal of Social History, vol. 13, no 2,‎ hiver 1979, p. 241-251 (11 pages) (lire en ligne ),
- William J. Baker, « The Leisure Revolution in Victorian England: A Review of Recent Literature », Journal of Sport History, vol. 6, no 3,‎ hiver 1979, p. 76-87 (12 pages) (lire en ligne ),

###### Années 1980-1989
- Andrew H. Yarmie, « Employers' Organizations in Mid-Victorian England », International Review of Social History, vol. 25, no 2,‎ 1980, p. 209-235 (27 pages) (lire en ligne ),
- Olive Anderson, « Did Suicide Increase with Industrialization in Victorian England? », Past & Present, no 86,‎ février 1980, p. 149-173 (25 pages) (lire en ligne ),
- Lincoln Allison, « Batsman and Bowler: The Key Relation of Victorian England », Journal of Sport History, vol. 7, no 2,‎ été 1980, p. 5-20 (16 pages) (lire en ligne ),
- John D. Root, « The "Academia of the Catholic Religion": Catholic Intellectualism in Victorian England », Victorian Studies, vol. 23, no 4,‎ été 1980, p. 461-478 (18 pages) (lire en ligne ),
- Peter Burroughs, « The Human Cost of Imperial Defence in the Early Victorian Age », Victorian Studies, vol. 24, no 1,‎ automne 1980, p. 7-32 (26 pages) (lire en ligne ),
- John K. Walton, « The Demand for Working-Class Seaside Holidays in Victorian England », The Economic History Review, vol. 34, no 2,‎ mai 1981, p. 249-265 (17 pages) (lire en ligne ),
- Patricia E. Malcolmson, « Laundresses and the Laundry Trade in Victorian England », Victorian Studies, vol. 24, no 4,‎ été 1981, p. 439-462 (24 pages) (lire en ligne ),
- James Walvin, « Dust to Dust: Celebrations of Death in Victorian England », Historical Reflections, vol. 9, no 3,‎ 1982, p. 353-371 (19 pages) (lire en ligne ),
- Nancy F. Anderson, « The "Marriage with a Deceased Wife's Sister Bill" Controversy: Incest Anxiety and the Defense of Family Purity in Victorian England », Journal of British Studies, vol. 21, no 2,‎ printemps 1982, p. 67-86 (20 pages) (lire en ligne ),
- Edward A. Allen, « Public School Elites in Early-Victorian England: The Boys at Harrow and Merchant Taylors' Schools from 1825 to 1850 », Journal of British Studies, vol. 21, no 2,‎ printemps 1982, p. 87-117 (31 pages) (lire en ligne ),
- Howard L. Malchow, « The Church and Emigration in Late Victorian England », Journal of Church and State, vol. 24, no 1,‎ hiver 1982, p. 119-138 (20 pages) (lire en ligne ),
- Keith A. P. Sandiford, « English Cricket Crowds During the Victorian Age », Journal of Sport History, vol. 9, no 3,‎ hiver 1982, p. 5-22 (18 pages) (lire en ligne ),
- Myron C. Tuman, « "Irritant Poison": Idealism and Scientific History in Late-Victorian England », Studies in Romanticism, vol. 22, no 3,‎ 1983, p. 407-419 (13 pages) (lire en ligne ),
- Edward Higgs, « Domestic Servants and Households in Victorian England », Social History, vol. 8, no 2,‎ mai 1983, p. 201-210 (10 pages) (lire en ligne ),
- Anthony G. Petti, « Horses of Instruction: Beasts in Canadian Political Cartoons of the Victorian Era », Victorian Periodicals Review, vol. 16, nos 3/4,‎ hiver 1983, p. 109-125 (17 pages) (lire en ligne ),
- James A. Colaiaco, « The Historian as Insider: G. M. Young and Victorian England », The History Teacher, vol. 16, no 4,‎ août 1983, p. 523-539 (17 pages) (lire en ligne ),
- Robert Heussler, « Maurice Baring and the Passing of the Victorian Age », Biography, vol. 7, no 2,‎ printemps 1984, p. 134-157 (24 pages) (lire en ligne ),
- George K. Behlmer, « The Gypsy Problem in Victorian England », Victorian Studies, vol. 28, no 2,‎ hiver 1985, p. 231-253 (23 pages) (lire en ligne ),
- John Clive, « The Use of the Past in Victorian England », Salmagundi, nos 68/69,‎ hiver 1985 - 1986, p. 48-65 (18 pages) (lire en ligne ),
- Nancy Armstrong, « History in the House of Culture: Social Disorder and Domestic Fiction in Early Victorian England », Poetics Today, vol. 7, no 4,‎ 1986, p. 641-671 (31 pages) (lire en ligne ),
- A. G. L. Haig, « The Church, the Universities and Learning in Later Victorian England », The Historical Journal, vol. 29, no 1,‎ mars 1986, p. 187-201 (15 pages) (lire en ligne ),
- Carolyn A. Conley, « Rape and Justice in Victorian England », Victorian Studies, vol. 29, no 4,‎ été 1986, p. 519-536 (18 pages) (lire en ligne ),
- M. Jeanne Peterson, « Dr. Acton's Enemy: Medicine, Sex, and Society in Victorian England », Victorian Studies, vol. 29, no 4,‎ été 1986, p. 569-590 (22 pages) (lire en ligne ),
- Lawrence Poston, « Poetry as Pure Act: A Coleridgean Ideal in Early Victorian England », Modern Philology, vol. 84, no 2,‎ novembre 1986, p. 162-184 (23 pages) (lire en ligne ),
- Edward N. Kaufman, « Architectural Representation in Victorian England », Journal of the Society of Architectural Historians, vol. 48, no 1,‎ mars 1987, p. 30-38 (9 pages) (lire en ligne ),
- R. I. Woods, « Approaches to the Fertility Transition in Victorian England », Population Studies, vol. 41, no 2,‎ juillet 1987, p. 283-311 (29 pages) (lire en ligne ),
- Robert Woods et P.R. Andrew Hinde, « Mortality in Victorian England: Models and Patterns », The Journal of Interdisciplinary History, vol. 18, no 1,‎ été 1987, p. 27-54 (28 pages) (lire en ligne ),
- Peter H. Lindert, « Who Owned Victorian England? The Debate over Landed Wealth and Inequality », Agricultural History, vol. 61, no 4,‎ automne 1987, p. 25-51 (27 pages) (lire en ligne ),
- Ronald W. Walker, « Cradling Mormonism: The Rise of the Gospel in Early Victorian England », Brigham Young University Studies, vol. 27, no 1,‎ hiver 1987, p. 25-36 (12 pages) (lire en ligne ),
- Roger Swift, « Urban Policing in Early Victorian England, 1835-86: a reappraisal », History, vol. 73, no 238,‎ juin 1988, p. 211-237 (27 pages) (lire en ligne ),
- Christopher A. Kent, « "Short of Tin" in a Golden Age: Assisting the Unsuccessful Artist in Victorian England », Victorian Studies, vol. 32, no 4,‎ été 1989, p. 487-506 (20 pages) (lire en ligne ),
- Thomas Prasch, « Which God for Africa: The Islamic-Christian Missionary Debate in Late-Victorian England », Victorian Studies, vol. 33, no 1,‎ automne 1989, p. 51-73 (23 pages) (lire en ligne ),

###### Années 1990-1999
- S. J. Bastomsky, « Rich and Poor: The Great Divide in Ancient Rome and Victorian England », Greece & Rome, vol. 37, no 1,‎ avril 1990, p. 37-43 (7 pages) (lire en ligne ),
- Gail Savage, « "The Wilful Communication of a Loathsome Disease": Marital Conflict and Venereal Disease in Victorian England », Victorian Studies, vol. 34, no 1,‎ automne 1990, p. 35-54 (20 pages) (lire en ligne ),
- Humphrey R. Southall, « The Tramping Artisan Revisits: Labour Mobility and Economic Distress in Early Victorian England », The Economic History Review, vol. 44, no 2,‎ mai 1991, p. 272-296 (25 pages) (lire en ligne ),
- Anthony S. Wohl, « "Gold and Mud": Capitalism and Culture in Victorian England », Albion, vol. 23, no 2,‎ été 1991, p. 275-284 (10 pages) (lire en ligne ),
- John J. Fenstermaker, « Thomas Carlyle, Popular Advertising, and the Commercial Spirit in Victorian England », Studies in Popular Culture, vol. 15, no 1,‎ 1992, p. 25-36 (12 pages) (lire en ligne ),
- Shirley J. Carlson, « Black Ideals of Womanhood in the Late Victorian Era », The Journal of Negro History, vol. 77, no 2,‎ printemps 1992, p. 61-73 (13 pages) (lire en ligne ),
- Mark R. Finlay, « Quackery and Cookery : Justus von Liebig's Extract of Meat and the Theory of Nutrition in the Victorian Age », Bulletin of the History of Medicine, vol. 66, no 3,‎ 1992, p. 404-418 (17 pages) (lire en ligne ),
- Iwan Rhys Morus, « Currents from the Underworld: Electricity and the Technology of Display in Early Victorian England », Isis, vol. 84, no 1,‎ mars 1993, p. 50-69 (20 pages) (lire en ligne ),
- Cynthia Curran, « Private Women, Public Needs: Middle-Class Widows in Victorian England », Albion, vol. 25, no 2,‎ été 1993, p. 217-236 (20 pages) (lire en ligne ),
- Patrick Brantlinger et Donald Ulin, « Policing Nomads: Discourse and Social Control in Early Victorian England », Cultural Critique, no 25,‎ automne 1993, p. 33-63 (31 pages) (lire en ligne ),
- Paul Johnson, « Class Law in Victorian England », Past & Present, no 141,‎ novembre 1993, p. 147-169 (23 pages) (lire en ligne ),
- Carroll Van West, « Middle Tennessee Houses and the Plain Painter Tradition: The Work of Fred Swanton in the Late Victorian Era », Tennessee Historical Quarterly, vol. 53, no 1,‎ printemps 1994, p. 56-63 (8 pages) (lire en ligne ),
- Catherine Golden, « Rekindling the Reading Experience of the Victorian Age », Profession,‎ 1995, p. 45-47 (3 pages) (lire en ligne ),
- M. J. D. Roberts, « Feminism and the State in Later Victorian England », The Historical Journal, vol. 38, no 1,‎ mars 1995, p. 85-110 (26 pages) (lire en ligne ),
- Antoinette Burton, « Colonial Encounters in Late-Victorian England: Pandita Ramabai at Cheltenham and Wantage 1883-6 », Feminist Review, no 49,‎ printemps 1995, p. 29-49 (21 pages) (lire en ligne ),
- David S. Nash, « Unfettered Investigation: The Secularist Press and the Creation of Audience in Victorian England », Victorian Periodicals Review, vol. 28, no 2,‎ été 1995, p. 123-135 (13 pages) (lire en ligne ),
- Peggy Meyer Sherry, « Telling Her Story: British Women of Letters of the Victorian Era », The Princeton University Library Chronicle, vol. 57, no 1,‎ automne 1995, p. 147-162 (16 pages) (lire en ligne ),
- Alison Winter, « Harriet Martineau and the Reform of the Invalid in Victorian England », The Historical Journal, vol. 38, no 3,‎ septembre 1995, p. 597-616 (20 pages) (lire en ligne ),
- Edward Higgs, « Occupational Censuses and the Agricultural Workforce in Victorian England and Wales », The Economic History Review, vol. 48, no 4,‎ novembre 1995, p. 700-716 (17 pages) (lire en ligne ),
- Naomi Williams et Chris Galley, « Urban-rural Differentials in Infant Mortality in Victorian England », Population Studies, vol. 49, no 3,‎ novembre 1995, p. 401-420 (20 pages) (lire en ligne ),
- Lindsay Edouard, « Scientific And Letter Fraud In The Victorian Era », BMJ: British Medical Journal, vol. 311, no 7020,‎ 16 décembre 1995, p. 1644 (1 page) (lire en ligne ),
- Susan Zlotnick, « Domesticating Imperialism: Curry and Cookbooks in Victorian England », Frontiers: A Journal of Women Studies, vol. 16, nos 2/3,‎ 1996, p. 51-68 (18 pages) (lire en ligne ),
- Larry Wolff, « "The Boys Are Pickpockets, and the Girl Is a Prostitute": Gender and Juvenile Criminality in Early Victorian England from "Oliver Twist to London Labour" », New Literary History, vol. 27, no 2,‎ printemps 1996, p. 227-249 (23 pages) (lire en ligne ),
- Iwan Rhys Morus, « The Electric Ariel: Telegraphy and Commercial Culture in Early Victorian England », Victorian Studies, vol. 39, no 3,‎ printemps 1996, p. 339-378 (40 pages) (lire en ligne ),
- Tamara L. Hunt, « Louisa Henrietta Sheridan's "Comic Offering" and the Critics: Gender and Humor in the Early Victorian Era », Victorian Periodicals Review, vol. 29, no 2,‎ été 1996, p. 95-115 (21 pages) (lire en ligne ),
- Wayne M. O'Sullivan, « Henry Nutcombe Oxenham: "Enfant Terrible" of the Liberal Catholic Movement in Mid-Victorian England », The Catholic Historical Review, vol. 82, no 4,‎ octobre 1996, p. 637-660 (24 pages) (lire en ligne ),
- Claire Lawrence, « A Possible Site for Contested Manliness: Landscape and the Pastoral in the Victorian Era », Interdisciplinary Studies in Literature and Environment, vol. 4, no 2,‎ 1997, p. 17-37 (21 pages) (lire en ligne ),
- Simon Petch, « Law, Equity, and Conscience in Victorian England », Victorian Literature and Culture, vol. 25, no 1,‎ 1997, p. 123-139 (17 pages) (lire en ligne ),
- Roger Swift, « Heroes or Villains?: The Irish, Crime, and Disorder in Victorian England », Albion, vol. 29, no 3,‎ automne 1997, p. 399-421 (23 pages) (lire en ligne ),
- Ian A. Burney, « A Poisoning of No Substance: The Trials of Medico-Legal Proof in Mid-Victorian England », Journal of British Studies, vol. 38, no 1,‎ janvier 1999, p. 59-92 (34 pages) (lire en ligne ),
- Martin J. Wiener, « The Sad Story of George Hall: Adultery, Murder and the Politics of Mercy in Mid-Victorian England », Social History, vol. 24, no 2,‎ mai 1999, p. 174-195 (22 pages) (lire en ligne ),
- Tammy Whitlock, « Gender, Medicine, and Consumer Culture in Victorian England: Creating the Kleptomaniac », Albion, vol. 31, no 3,‎ automne 1999, p. 413-437 (25 pages) (lire en ligne ),

###### Années 2000-2009
- Mike J. Huggins, « More Sinful Pleasures? Leisure, Respectability and the Male Middle Classes in Victorian England », Journal of Social History, vol. 33, no 3,‎ printemps 2000, p. 585-600 (16 pages) (lire en ligne ),
- Yolanda Courtney, « Pub Tokens: Material Culture and Regional Marketing Patterns in Victorian England and Wales », International Journal of Historical Archaeology, vol. 4, no 2,‎ juin 2000, p. 159-190 (32 pages) (lire en ligne ),
- Iwan Rhys Morus, « 'The Nervous System of Britain': Space, Time and the Electric Telegraph in the Victorian Age », The British Journal for the History of Science, vol. 33, no 4,‎ décembre 2000, p. 455-475 (21 pages) (lire en ligne ),
- Anne Baltz Rodrick, « The Importance of Being an Earnest Improver: Class, Caste, and "Self-Help" in Mid-Victorian England », Victorian Literature and Culture, vol. 29, no 1,‎ 2001, p. 39-50 (12 pages) (lire en ligne ),
- Roger Swift, « Thomas Carlyle, "Chartism", and the Irish in Early Victorian England », Victorian Literature and Culture, vol. 29, no 1,‎ 2001, p. 67-83 (17 pages) (lire en ligne ),
- Carol A. Bock, « Authorship, the Brontës, and "Fraser's Magazine": "Coming Forward" as an Author in Early Victorian England », Victorian Literature and Culture, vol. 29, no 2,‎ 2001, p. 241-266 (26 pages) (lire en ligne ),
- Timothy Larsen, « The Regaining of Faith: Reconversions among Popular Radicals in Mid-Victorian England », Church History, vol. 70, no 3,‎ septembre 2001, p. 527-543 (17 pages) (lire en ligne ),
- Warren C. Robinson, « Population Policy in Early Victorian England », European Journal of Population, vol. 18, no 2,‎ 2002, p. 153-173 (21 pages) (lire en ligne ),
- Tim Whitmarsh, « What Samuel Butler Saw: Classics, Authorship and Cultural Authority in Late Victorian England », Proceedings of the Cambridge Philological Society, no 48,‎ 2002, p. 66-86 (21 pages) (lire en ligne ),
- John Tosh, « Gentlemanly Politeness and Manly Simplicity in Victorian England », Transactions of the Royal Historical Society, vol. 12,‎ 2002, p. 455-472 (18 pages) (lire en ligne ),
- David C. Itzkowitz, « Fair Enterprise or Extravagant Speculation: Investment, Speculation, and Gambling in Victorian England », Victorian Studies, vol. 45, no 1,‎ automne 2002, p. 121-147 (27 pages) (lire en ligne ),
- Mary Poovey, « Writing about Finance in Victorian England: Disclosure and Secrecy in the Culture of Investment », Victorian Studies, vol. 45, no 1,‎ automne 2002, p. 17-41 (25 pages) (lire en ligne ),
- Paul Teske, « State Regulation: Captured Victorian-Era Anachronism or "Re-Enforcing" Autonomous Structure? », Perspectives on Politics, vol. 1, no 2,‎ juin 2003, p. 291-306 (16 pages) (lire en ligne ),
- Carol Helmstadter, « Building a New Nursing Service: Respectability and Efficiency in Victorian England », Albion:, vol. 35, no 4,‎ hiver 2003, p. 590-621 (32 pages) (lire en ligne ),
- Rene Kollar, « Magdalenes and Nuns: Convent Laundries in Late Victorian England », Anglican and Episcopal History, vol. 73, no 3,‎ septembre 2004, p. 309-334 (26 pages) (lire en ligne ),
- J. Jeffrey Franklin, « The Life of the Buddha in Victorian England », ELH, vol. 72, no 4,‎ hiver 2005, p. 941-974 (34 pages) (lire en ligne ),
- Kay Heath, « In the Eye of the Beholder: Victorian Age Construction and the Specular Self », Victorian Literature and Culture, vol. 34, no 1,‎ 2006, p. 27-45 (19 pages) (lire en ligne ),
- Allan W. Atlas, « Ladies in the Wheatstone Ledgers: The Gendered Concertina in Victorian England, 1835-1870 », Royal Musical Association Research Chronicle, no 39,‎ 2006, p. 1-234 (234 pages) (lire en ligne ),
- Peter Gurney, « Working‐Class Writers and the Art of Escapology in Victorian England: The Case of Thomas Frost », Journal of British Studies, vol. 45, no 1,‎ janvier 2006, p. 51-71 (21 pages) (lire en ligne ),
- Kathryn Gleadle, « Charlotte Elizabeth Tonna and the Mobilization of Tory Women in Early Victorian England », The Historical Journal, vol. 50, no 1,‎ mars 2007, p. 97-117 (21 pages) (lire en ligne ),
- Theresa Jill Buckland, « Crompton's Campaign: The Professionalisation of Dance Pedagogy in Late Victorian England », Dance Research: The Journal of the Society for Dance Research, vol. 25, no 1,‎ été 2007, p. 1-34 (34 pages) (lire en ligne ),
- Albert D. Pionke, « "I do swear": Oath-Taking among the Elite Public in Victorian England », Victorian Studies, vol. 49, no 4,‎ été 2007, p. 611-633 (23 pages) (lire en ligne ),
- Sara Deutch Schotland, « Defiled and De-Sexed: Dickens's Portrayal of a Woman Waging Law in Victorian England », The American Journal of Legal History, vol. 49, no 4,‎ octobre 2007, p. 438-455 (18 pages) (lire en ligne ),
- Rachel Sagner Buurma, « Anonymity, Corporate Authority, and the Archive: The Production of Authorship in Late-Victorian England », Victorian Studies, vol. 50, no 1,‎ automne 2007, p. 15-42 (28 pages) (lire en ligne ),
- Pamela Fletcher et Anne Helmreich, « The Periodical and the Art Market: Investigating the "Dealer-Critic System" in Victorian England », Victorian Periodicals Review, vol. 41, no 4,‎ hiver 2008, p. 323-351 (29 pages) (lire en ligne ),
- Barbara Leckie, « "A Preface Is Written to the Public": Print Censorship, Novel Prefaces, and the Construction of a New Reading Public in Late-Victorian England », Victorian Literature and Culture, vol. 37, no 2,‎ 2009, p. 447-462 (16 pages) (lire en ligne ),
- Pierre Desrochers, « Does the Invisible Hand Have a Green Thumb? Incentives, Linkages, and the Creation of Wealth out of Industrial Waste in Victorian England », The Geographical Journal, vol. 175, no 1,‎ mars 2009, p. 3-16 (14 pages) (lire en ligne ),
- George R. Boyer et Timothy P. Schmidle, « Poverty among the Elderly in Late Victorian England », The Economic History Review, vol. 62, no 2,‎ mai 2009, p. 249-278 (30 pages) (lire en ligne ),
- James A. Patrick, « John Richardson Illingworth and Reason's Romance: The Idealist Apology in Late-Victorian England », Anglican and Episcopal History, vol. 78, no 3,‎ septembre 2009, p. 249-278 (30 pages) (lire en ligne ),

###### Années 2010-2019
- M.J.D. Roberts, « Evangelicalism and Scandal in Victorian England: The Case of the Pearsall Smiths », History, vol. 95, no 4,‎ octobre 2010, p. 437-457 (lire en ligne ),
- Jennifer J. Connor, « Publisher Ownership, Physician Management: Canadian Medical Journals in the Victorian Era », Victorian Periodicals Review, vol. 43, no 4,‎ hiver 2010, p. 388-428 (41 pages) (lire en ligne ),
- Mike Huggins, « Reading the Funeral Rite: A Cultural Analysis of the Funeral Ceremonials and Burial of Selected Leading Sportsmen in Victorian England, 1864-1888 », Journal of Sport History, vol. 38, no 3,‎ 2011, p. 407-424 (18 pages) (lire en ligne ),
- Bruce Bower, « Crime's digital past: Computer science makes history in a Victorian-era courthouse », Science News, vol. 180, no 3,‎ 30 juillet 2011, p. 20-21 (2 pages) (lire en ligne ),
- Laura Schwartz, « Feminist thinking on education in Victorian England », Oxford Review of Education, vol. 37, no 5,‎ octobre 2011, p. 669-682 (14 pages) (lire en ligne ),
- Tom Gunning, « Hand and Eye: Excavating a New Technology of the Image in the Victorian Era », Victorian Studies, vol. 54, no 3,‎ printemps 2012, p. 495-516 (22 pages) (lire en ligne ),
- Juliette Atkinson, « “Alexander the Great”: Dumas’s Conquest of Early-Victorian England », The Papers of the Bibliographical Society of America, vol. 106, no 4,‎ décembre 2012, p. 417-447 (31 pages) (lire en ligne ),
- Dominic Janes, « The Confessional Unmasked: Religious Merchandise and Obscenity in Victorian England », Victorian Literature and Culture, vol. 41, no 4,‎ 2013, p. 677-690 (14 pages) (lire en ligne ),
- Christopher Bischof, « Masculinity, Social Mobility, and the Plan to End Pauperism in Mid-Victorian England: Kneller Hall Teacher's Training College », Journal of Social History, vol. 46, no 4,‎ été 2013, p. 1039-1059 (21 pages) (lire en ligne ),
- Christopher Hamlin, « Nuisances and community in mid-Victorian England: the attractions of inspection », Social History, vol. 38, no 3,‎ août 2013, p. 346-379 (34 pages) (lire en ligne ),
- Dominic Janes, « Oscar Wilde, Sodomy, and Mental Illness in Late Victorian England », Journal of the History of Sexuality, vol. 23, no 1,‎ janvier 2014, p. 79-95 (17 pages) (lire en ligne ),
- Nilangshu Bhusan Basu,, Somenath Boral,, Sushil Kumar Mondal et Ayanangshu Dey, « Trenchless refurbishment of a Victorian-age brick sewer in Kolkata », Journal AWWA, vol. 106, no 5,‎ mai 2014, p. 76-85 (10 pages) (lire en ligne ),
- Marie Kent, « The Piano-Industry Workforce in Mid-Victorian England: a Study of the 1881 Census », Royal Musical Association Research Chronicle, no 46,‎ 2015, p. 95-158 (64 pages) (lire en ligne ),
- Chris Vickers et Nicolas L. Ziebarth, « Economic Development and the Demographics of Criminals in Victorian England », The Journal of Law & Economics, vol. 59, no 1,‎ février 2016, p. 191-223 (33 pages) (lire en ligne ),
- George R. Boyer, « “Work for their prime, the workhouse for their age” », Social Science History, vol. 40, no 1,‎ printemps 2016, p. 3-32 (30 pages) (lire en ligne ),
- Shuzaku Kanazawa, « 'To Vote or not to Vote': Charity Voting and the Other Side of Subscriber Democracy in Victorian England », The English Historical Review, vol. 131, no 549,‎ avril 2016, p. 353-383 (31 pages) (lire en ligne ),
- Silvia Alaura, « Setting the stage for Hittite studies in Victorian England: practices and methods of the 1870s », Anabases, no 26,‎ 2017, p. 33-52 (20 pages) (lire en ligne),
- Sarah Bull, « Managing the "Obscene M.D." », Bulletin of the History of Medicine, vol. 91, no 4,‎ hiver 2017, p. 713-743 (31 pages) (lire en ligne ),
- Harvey Osborne, « John Bright’s Poacher », The Agricultural History Review, vol. 66, no 2,‎ 2018, p. 215-237 (23 pages) (lire en ligne ),
- Harry Smith, Robert J. Bennett et Dragana Radicic, « Towns in Victorian England and Wales », Urban History, vol. 45, no 4,‎ novembre 2018, p. 568-594 (27 pages) (lire en ligne )
- Barbara L. Voss, « The Archaelogy of Serious Games », American Antiquity, vol. 84, no 1,‎ janvier 2019, p. 26-47 (22 pages) (lire en ligne ),
- Michael Strand, « Public Health as a Matter of Concern », Science, Technology, & Human Values, vol. 44, no 3,‎ mai 2019, p. 399-423 (25 pages) (lire en ligne ),

###### Années 2020-
- Matthew Roberts, « Tory-radical Feeling in Charlotte Brontë's Shirley and Early Victorian England », Victorian Studies, vol. 63, no 1,‎ automne 2020, p. 34-56 (23 pages) (lire en ligne ),
- Jonathan C. McCollum, « Heroes, History, and Heteronymy of Translation », Carlyle Studies Annual, no 34,‎ hiver 2021-2022, p. 127-148 (22 pages) (lire en ligne ),